# Бережковское (Калининградская область)
Бережковское (до 1938 — Гросс Бубайнен (нем. Groß Bubainen), до 1946 — Вальдхаузен (нем. Waldhausen)) — посёлок в Черняховском муниципальном округе Калининградской области. 

## География
Посёлок расположен на берегу реки Преголя в 9 км на запад от Черняховска на федеральной трассе А-229 Калининград — граница с Литовской Республикой.

## История
Населённый пункт основан в 1317 году, до 1490 носил название Бубенен, до 1539 — Бубен, до 1721 — Бубайнен, до 1938 — Гросс Бубайнен. В 1874 году деревня стала резиденцией одноименного вновь созданного сельского округа, который входил в состав района Инстербург в административном округе Гумбиннен прусской провинции Восточная Пруссия. В состав сельского округа Гросс Бубайнен входили населённые пункты: Гросс Бубайнен, Хопфенау, Швегерау, Випенингкен, Вальдхаузен. В 1938 году посёлок был переименован в Вальдхаузен в рамках кампании по ликвидации (переиначивании) в Третьем Рейхе топонимики древнепрусского («литовского») происхождения. 
В 1945 году в результате Второй мировой войны Вальдхаузен вместе с северной частью Восточной Пруссии присоединился к Советскому Союзу и в 1947 году получил российское название Бережковское. Одновременно посёлок стал центром Бережковского сельсовета Черняховского района. С 2008 по 2015 год Бережковское входило в состав Свободненского сельского поселения, с 2022 года — в Черняховский муниципальный округ.

## Население
| 1910 | 1933 | 1939 | 2002 | 2010 |
| ---- | ---- | ---- | ---- | ---- |
| 362  | ↗737 | ↗765 | ↘209 | ↘194 |